# 遠藤正寛
遠藤 正寛（えんどう まさひろ、1966年-）は、日本の経済学者。慶應義塾大学商学部教授。専門は国際貿易論。元日本国際経済学会会長。

## 経歴
埼玉県川口市出身。1991年慶應義塾大学商学部卒業。1996年慶應義塾大学商学部博士課程単位取得退学。その後、小樽商科大学助教授を経て、1999年に慶應義塾大学商学部助教授、2006年に慶應義塾大学商学部教授に就任。2004年から2006年までイェール大学経済成長センター客員研究員、2017年から2019年までコロンビア・ビジネス・スクール日本経済経営研究所で客員研究員を務める。2020年から慶應義塾體育會端艇部部長を務める。慶應義塾大学博士（商学）。慶應義塾大学商学研究科在学中に大山道広に師事。2023年に『輸入ショックの経済学：インクルーシブな貿易に向けて』で第64回エコノミスト賞を受賞。

## 著書

### 単書
- 『地域貿易協定の経済分析』（東京大学出版会, 2005年）ISBN 978-4130460859
- 『北海道経済の多面的分析:TPPによる所得増加への道筋』（慶應義塾大学出版会, 2014年）ISBN 978-4766421613
- 『輸入ショックの経済学：インクルーシブな貿易に向けて』（慶應義塾大学出版会, 2023年）ISBN 978-4766429282

### 共著
- 『国際経済学 (有斐閣アルマ)』（有斐閣 , 2012年）（阿部顕三との共著）ISBN 978-4641124806

### 訳書
- 『森嶋通夫著作集3 経済成長の理論』（岩波書店, 2005年）（安冨歩, 西部忠, 武藤功との共訳）ISBN 978-4000925938